# 100 Rifles
100 Rifles é um filme western estadunidense de 1969, dirigido por Tom Gries. O roteiro foi baseado no romance The Californio de 1966, de Robert MacLeond. As locações foram em Almeria, na Espanha, e a canção original foi composta por Jerry Goldsmith. O filme alcançou notoriedade na época ao mostrar cenas de amor interracial do casal protagonista.[carece de fontes?]

## Elenco
- Jim Brown…Lyedecker
- Raquel Welch…Sarita
- Burt Reynolds…Yaqui Joe Herrera
- Fernando Lamas…General Verdugo
- Dan O'Herlihy…Steven Grimes
- Eric Braeden…Tenente Franz Von Klemme (nos letreiros, Hans Gudegast)
- Michael Forest…Humara
- Aldo Sambrell…Sgt. Paletes
- Soledad Miranda…Moça do hotel
- Alberto Dalbés…Padre Francisco
- Charly Bravo…Lopez (nos letreiros, Carlos Bravo)
- José Manuel Martín…Pai de Sarita
- Akim Tamiroff…General Romero
- Sancho Gracia…líder mexicano
- Lorenzo Lamas…menino índio

## Sinopse
Em 1912, o xerife e ex-cavalariano afroamericano do Arizona Lyedecker cruza a fronteira com o México e vai até a região de Sonora, em perseguição ao ladrão de bancos Yaqui Joe Herrera. Quando o encontra num pequeno povoado, vê que Joe está para ser fuzilado pelo sádico General Verdugo por ter usado o dinheiro que roubara (6 mil dólares) para comprar rifles para o seu povo índio, os Yaqui, que estão em guerra contra os mexicanos. Lyedecker não desiste de levar o homem para o Arizona e o general acaba por achar que os dois são aliados. A dupla é salva pela vingativa rebelde Sarita e, ao tentar se livrar de Verdugo, Lyedecker se torna, mesmo contra a vontade, um novo líder e herói para os nativos rebeldes.[carece de fontes?]